# M (langage)
Pour les articles homonymes, voir M.
M est un langage de programmation développé par Microsoft et spécialement conçu pour la création de langages dédiés et la modélisation de données avec le XAML.
M faisait partie du défunt projet Oslo et aucune date de publication n'a été annoncée.
M est utilisé par PowerQuery pour Excel, Power BI Desktop et est intégré dans Power BI Service